# Reprezentacja Meksyku U-23 w piłce nożnej mężczyzn
Reprezentacja Meksyku U-23 w piłce nożnej – młodzieżowa reprezentacja Meksyku sterowana przez Meksykański Związek Piłki Nożnej. Jest traktowana jako reprezentacja olimpijska, a w przeszłości także jako kadra "B".

## Turnieje
- Igrzyska Ameryki Środkowej i Karaibów: 1935, 1938, 1950, 1954, 1959, 1962, 1966, 1974, 1982, 1986, 1990, 1993, 1998, 2002, 2006
- Igrzyska panamerykańskie: 1955, 1959, 1967, 1971, 1975, 1983, 1987, 1991, 1995, 1999, 2003, 2007, 2011
- Letnie igrzyska olimpijskie: 1964, 1968, 1972, 1992, 1996, 2004